# Shimotsuma
Shimotsuma (下妻市, Shimotsuma-shi) est une ville située dans la préfecture d'Ibaraki, au Japon.

## Géographie

### Situation

Shimotsuma dans la préfecture d'Ibaraki.

Shimotsuma est située dans l'ouest de la préfecture d'Ibaraki.

### Démographie
En 2010, la population de Shimotsuma était estimée à 45 289 habitants, répartis sur une superficie de 80,88 km2 (densité de population de 560 hab./km2). En octobre 2022, elle était estimée à 41 867 habitants.

### Climat
Shimotsuma a un climat continental humide caractérisé par des étés chauds et des hivers frais avec de légères chutes de neige. La température annuelle moyenne à Shimotsuma est de 14,3 °C. La pluviométrie annuelle moyenne est de 1 231,8 mm, octobre étant le mois le plus humide.

### Hydrographie
La ville est traversée par les rivières Kinu et Kokai.

## Histoire
Shimotsuma s'est développée en tant que jōkamachi (ville-château) à partir de l'époque de Muromachi. C'était le centre du domaine de Shimotsuma pendant l'époque d'Edo.
Shimotsuma a acquis le statut de ville le 1er juin 1954. En 2006, le village de Chiyokawa a fusionné avec Shimotsuma.

## Transports

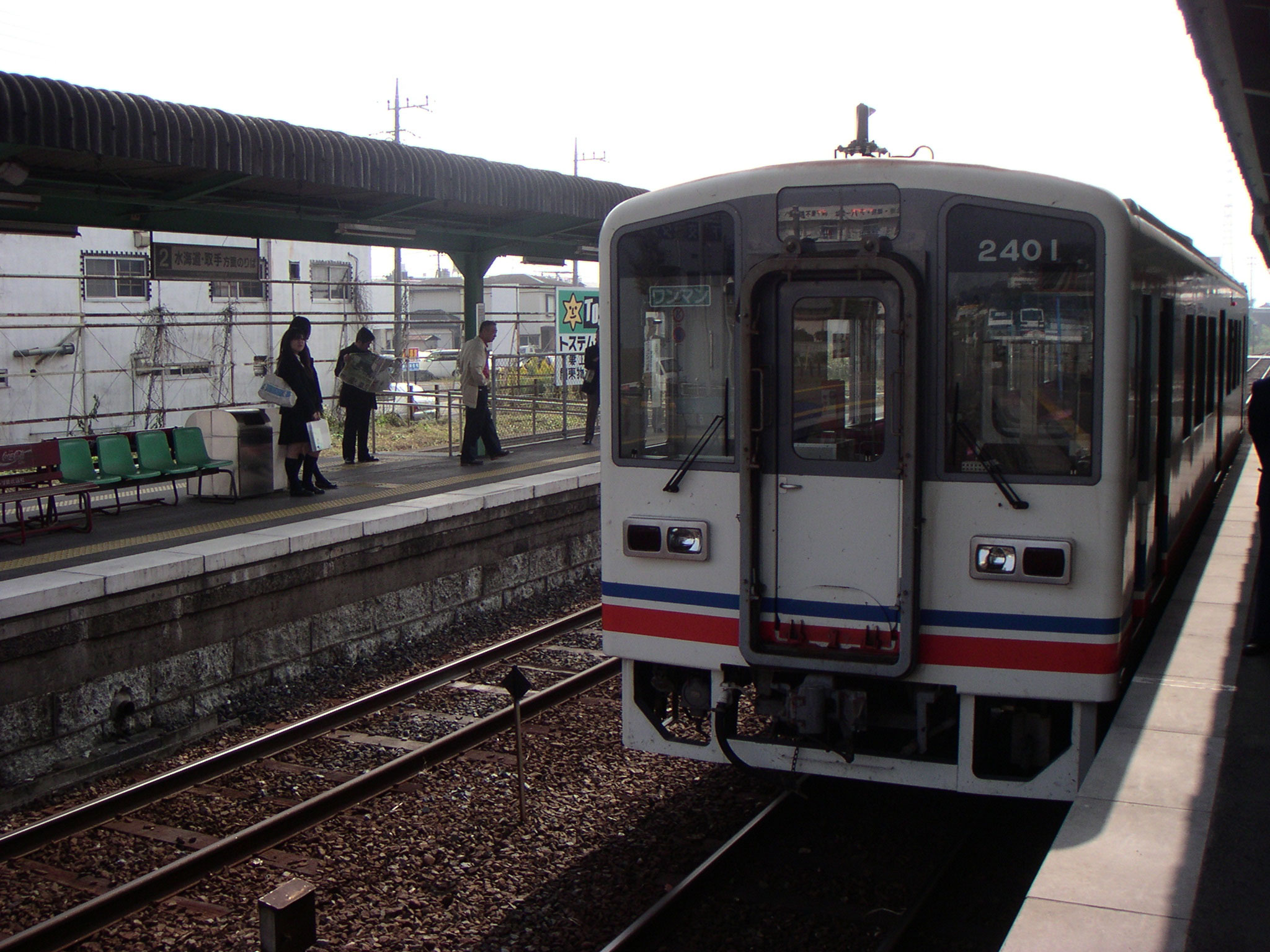
Gare de Shimotsuma.

Shimotsuma est desservie par la ligne Jōsō de la Kantō Railway.

## Sports
La circuit de Tsukuba se trouve à Shimotsuma.